# Dactylorhiza umbrosa
Dactylorhiza umbrosa là một loài thực vật có hoa trong họ Lan. Loài này được (Kar. & Kir.) Nevski mô tả khoa học đầu tiên năm 1937.